# Rediff.com
Rediff.com est un portail web indien d'information, de divertissement et de shopping. Il est fondé en 1996, et son siège social est situé à Bombay, avec des bureaux à Bangalore, New Delhi et New York. En 2009, il comptait 316 employés.